# 床スラブ
床スラブ（ゆかスラブ、slab）は、建築では、床構造をつくり、面に垂直な荷重を支える板である。コンクリートでつくられているものを特にコンクリートスラブという。
本来の英語では、石版、箪笥の背板など、さまざまな板状のものを意味する。
下階がある場合は、上階と下階の間が床スラブとなる。下階がない場合は、基礎の最上部に打設される基礎スラブとなる（基礎スラブを床スラブと区別することもある）。

## 構造
典型的な鉄筋コンクリート造では、柱の間に大梁や小梁が通り、床スラブは梁に四辺を囲まれている。床スラブと梁は一体に打設される。このような床スラブを周辺固定スラブ（四辺固定スラブ）という。場合によっては、四辺全てに梁を確保できず、三辺固定スラブ、両端固定スラブ、片持スラブ（1辺）などになることもある。
駐車場や倉庫など荷重が大きくなる建物では、梁を使わず、柱が直接床スラブを支えるフラットスラブ（無梁版構造）が使われることがある。上からの加重には強いが、横からの力に弱く、耐震性が劣る。
床スラブには鉄筋が縦横に入れられる。鉄筋は通常上下2層に分けられる。

## 厚み
住宅では、かつて住宅金融公庫はスラブ厚み13センチメートルを定めていた。実際は、15センチメートルが標準的だった。
現在は、18 - 20センチメートルのものも多い。一般の住宅では15センチメートル程度あれば積載荷重面では十分で、これ以上の厚みは遮音目的となる。

## 床スラブに関わる出来事
- 2023年4月、大韓民国仁川市で建設中のマンションの地下駐車場が突然崩落。施主の韓国土地住宅公社が調査したところ、フラットスラブ（無梁板構造）に不可欠な補強のための鉄筋が入っていないことが判明した。続いて韓国土地住宅公社が他の分譲マンションを調査したところ、15団地12,000戸で鉄筋不足が明らかになり社会問題化した[2]。